# Helmer Mörner
Helmer Mörner (n. 8 mai 1895, Göteborg, Suedia – d. 5 ianuarie 1962, Uppsala, Uppsala län, Suedia) a fost un sportiv ce a reprezentat Suedia, medaliat olimpic. A participat la o ediție a Jocurilor Olimpice (1920) în care a câștigat două medalii de aur.